# Імені Аскара Токмаганбетова
імені Аска́ра Токмаганбе́това (каз. Асқар Тоқмағамбетов ат.а.) — село у складі Сирдар'їнського району Кизилординської області Казахстану. Адміністративний центр сільського округу імені Токмаганбетова.
У радянські часи село називалось Кизилту.
Населення — 1477 осіб (2021; 1521 у 2009, 1586 у 1999, 1198 у 1989).